# ハイビジョンブラウン管テレビ

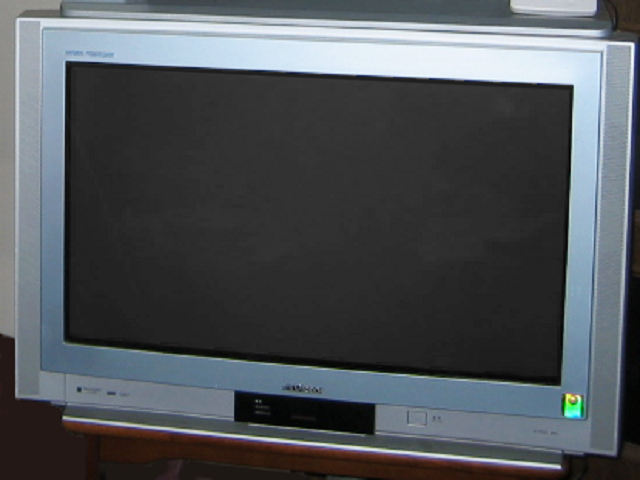
フラットハイビジョンブラウン管テレビ（2000年）

ハイビジョンブラウン管テレビ（ハイビジョンブラウンかんテレビ）とは、ハイビジョン映像を高精細のまま表示できるハイビジョンブラウン管を採用したデジタルテレビまたはデジタル放送対応テレビのこと。本項目では主に日本国内のハイビジョンブラウン管テレビについて記述する。

## 概略

### 特徴
1080本以上の走査線を持ってハイビジョン映像を映し出すことができる高品位ブラウン管を採用しており、デジタルハイビジョン放送に対応する。しかし、薄型テレビの普及により、2000年代半ば以降は、日本では生産がほとんど行われず、また、2000年代後半になると薄型テレビの低価格化が進んだことなどの理由で発売終了となり、入手が難しくなっている。それでも、ブラウン管テレビの長所に惹かれる愛好者は存在する。

### 長所
ブラウン管の成熟した技術による高画質
数十万 - 測定限界超対一に及ぶコントラスト、色再現性、数μs（薄型は数ms）の応答速度など、画質面におけるスペックで現行の薄型テレビを上回る。視野角、応答速度といった液晶テレビの弱点、階調表現といったプラズマテレビの弱点は持たない。

### 短所
入手が困難
ソニーがスーパーファインピッチFDトリニトロンを生産終了し、松下東芝映像ディスプレイ（現：MT映像ディスプレイ）もブラウン管事業から撤退したため、ハイビジョンブラウン管を採用した機種は完全に生産を打ち切られている。また、家電量販店もHDブラウン管は2006年頃、SDブラウン管も2008年頃に販売を終了したため、国内メーカー製のハイビジョンブラウン管テレビを新品で購入することは困難である。
画質調整が必須
ハイビジョンブラウン管テレビはそのままでは画質調整をしていなかったり、映りの悪いままだったりする型が存在する。よって画質調整を行うことは必須である。なお、輝度を上げ過ぎるとブラウン管の寿命を縮めることになるため、用途に応じ適切な画質を設定する必要がある。
HDMI端子、D5端子入力の非装備
HDMI端子の製品化が始まった2004年頃には既にHDブラウン管テレビの新製品はあまり発売されなくなり、HDMI端子が薄型テレビに標準装備される2006年頃には完全にHDブラウン管テレビの新製品が発売されなくなったため、ハイビジョンブラウン管テレビを含むすべての国内向けブラウン管テレビは、HDMI端子を装備していない。ゆえにデジタルハイビジョン出力やデジタルフルハイビジョン出力には対応せず、アナログハイビジョン出力のみに対応している。アナログ特有のノイズが入るばかりか、2011年からはアナログ出力の規制が開始されたため（2011年〜2013年の製造品はSD限定、2014年以降の製造品は全面禁止）、対応する機器が少なくなっている。さらに、1997年以前の製品はコンポーネント端子自体がDVDなどのSD出力にも対応していないことが多く、SDソースの画質がD端子を搭載したテレビと比べると劣るという弱点も存在する。
なお、アメリカ市場向けなどのテレビはHDMI端子を標準装備しないと（14型テレビであっても）販売できないようになっており、同様に国外向けの「HDTVブラウン管テレビ」もHDMI端子を装備している物が多い。
また、HDMI端子しか搭載されていないPS4などは使用できない（正確にはサポート対象外になる）。
小型化が困難で、重量が大きい
ソニーKD-36HR500の約90kg、松下TH-36D60の79.5kgといったように、特に32型以上で顕著に質量が増す。28型でも40kgを超えるものが多い。ブラウン管製造の技術的問題から、民生用では36型までしか販売されておらず、その36型も2005年下半期頃から早々と姿を消した。薄型テレビに比べて、同一面積に少ない個数しか置けないことと、重量のために小売店が入荷を控えた事も衰退の理由の一つとなった。また、消費電力も同一サイズの薄型テレビに比べ大きい。
廃棄時の負荷
ブラウン管には大量の有害物質が含まれており、不適切な処理の方法をとった場合に環境破壊を引き起こす恐れがある。また、中古家電を輸出する際にブラウン管はバーゼル条約により越境移動の規制対象品目に挙げられている。
また家電リサイクル法により、リサイクルの際に発生する費用を排出者が負担すると定められているため、廃棄時に費用が発生する。

## 主なハイビジョンブラウン管

### NEWオールフォーカス・チューブ管/ブラックブライトロン管
松下東芝映像ディスプレイが開発したブラウン管。松下はNEWオールフォーカス・チューブ、東芝はブラックブライトロンと呼ぶ。
オールフォーカス・チューブよりコントラストを1.3倍向上。松下と東芝の画像処理傾向の相違により、共通のブラウン管ながら画質の方向性は少なからず異なる。
- 搭載機種　松下TH-36/32D60・東芝36/32DX100

### フラットスーパーブライトロン管
東芝が開発したブラウン管。
独自の3原色カラーフィルターと透明度の高いガラスを採用。画面のすみまでクッキリと色あざやかな映像を映し出し、映り込みも抑える。
- 搭載機種　28型（DX100/D4000/3000/2700/2500） 28/32/36D2000 HD3Z 28型（ZP58/57） 28/32/36（ZP55/ZP50） Z6P/5P/5E/6X ZX720（ZP35/37）

### 新フラットスーパーブライトロン管
東芝が開発したブラウン管。
フォーカス感の向上のため、ファインビーム電子銃採用で電子ビームの絞込みを約25%改善。32・36型のみ。
- 搭載機種　32/36（D2500・2700、D3000・4000・DX100） 32/36（ZP57・58）

### 新リアルフォーカスファインピッチブラウン管
ビクターが開発したブラウン管。
ダーククリアガラスの採用により黒の再現性を向上し、ハイコントラストの映像を実現。また周辺ピッチの精細化を実現したテンションマスクの相乗効果で画面の隅々までフォーカスのよさを実現したハイビジョンブラウン管。
地上・BSデジタルハイビジョン放送の信号をDET回路にデジタル直結することで信号の伝送ロスを解決。ノイズの少ない緻密なハイビジョン映像を映し出し、すべての映像ソースを1500iにアップコンバート表示する。
- 搭載機種　HD-32/36D1500 AV-32/36X1500 HD-32/36DZ4

### FDトリニトロン
ソニーが開発したトリニトロンブラウン管。元々トリニトロン管は縦方向が平面に近かったが、完全に平面化されたことで外光の映り込みが減り、映像も丸みを帯びなくなった。ピッチも通常管より精細化されハイビジョン放送にも対応する。1996年に開発が発表、1997年に発売された「WEGA（ベガ）」から採用された。
平面なのはあくまで表面のみで、表示部は直径100mの円柱の一部を切り取ったものと同じだけの歪みがある（従来は直径10m）。
第1世代ではSDテレビの「KV-○○SF○」とMUSEハイビジョンの高級機「KW-○○HDF○」に採用。後の高級モデル「KD-○○HD900」などにはよりピッチが狭まった高精細なスーパーファインピッチFDトリニトロンが採用された。
- 搭載機種　KD-28HR500B DX550/650/750 DRX7/DRX9 HDF7/HDF9 KV-36DX750/32DX750/28DX750 KV-32DX550/28DX550など

### スーパーファインピッチFDトリニトロン
ソニーが開発したトリニトロンブラウン管。
FDトリニトロン管より約1.6倍ピッチが細かく、電子銃は10%フォーカス性能が上昇。ソニー最後の民生用ブラウン管。
搭載機種で初めて地上デジタルチューナーが内蔵されたのはHR500だったが、それがスーパーファインピッチFDトリニトロン搭載機種の最終機種であったため、地上デジタル放送対応モデルはHR500が最初で最後となった。
- 搭載機種（太字は統合デジタル高画質システム「ベガエンジン」搭載モデル）　ソニーHD700（32・36型のみ）/800/600/900・DZ900/950・DX850・HR500・Q015-KX36

高精細ブラウン管の性能すべてを使い切るため、QUALIA 015（Q015-KX36）ではさらに高画質を追求し『カラーフィルター付きスーパーファインピッチFDトリニトロン』となった。デジタルコンバージェンスや電子銃の改良、一層の広帯域化、マイスターと呼ばれる調整人による1台ごとのチューニングにより、画質は民生用ブラウン管の中で最高となった。しかし値段が100万円を超す受注生産方式で、薄型テレビが売り場を独占し始めた時期に発売されたのも相まって販売は苦戦することとなった。

### HRトリニトロン
ソニーが開発した業務用トリニトロンブラウン管。「HR」は「高解像度」（High Resolution）の意。
業務用モニターのPVMシリーズやBVMシリーズで使われる。「HR」と付いているが、HR500/HR500Bを含めた民生用テレビで使われることはない。

### フラットHDダイヤトロン
三菱電機が「1000本画質」「フラットワイド36」を売り文句に採用したブラウン管。
走査線525本のアナログ放送を1050iまでアップコンバート表示できる（通常の525p表示も可能）。同社初のフラットブラウン管。
- 搭載機種　三菱36W-CZ11/CZ22など

アナログハイビジョン放送を見越して開発されたため型は古いが、現行のデジタルハイビジョン放送もデジタルハイビジョンチューナーをコンポーネント端子またはD端子に接続することで対応可能。

### T（タウ）フラットハイビジョン管
松下電器産業が、1998年に発売した松下初のフラットテレビT（タウ）に搭載したブラウン管。歪みが少なく明るい映像を売りにしていた。
このタウシリーズ用のブラウン管には松下電器としては民生用ではじめてテンションマスクシステムを搭載した。トリニトロンとの違いはシャドウマスクにブリッジ構造を有することであるが、それまでのプレスマスクに比べシャドウマスクの板厚みを薄く出来、またブリッジも細くしたことからシャドウマスクの電子透過率を増加することが可能となった。このため明るい画像が表示出来るようになった。また、シャドウマスクがスピーカによる振動を抑制する目的でシャドウマスク周辺に制振子を用い、ワイヤーを用いるトリニトロンでは画像で制振用ワイヤーが視認されることに対して制振子は画像には影響を与えないという特徴を持っていた。当初シャドウマスクに熱膨張の小さなINVAR（36%Ni合金）を用いていたが、その後材料を鉄に変更した。
- 搭載機種　TH-36/32FH10/FM10/FP10 TH-36/32/28FP20/FG/FP15 TH-36/32/28D10/TH-28D30など

### T（タウ）ファインピッチフラットハイビジョン管
「T（タウ）フラットハイビジョン管」からマスクピッチを中央で約10%、周辺で約5%細密化し、より高精細化を図った。
- 搭載機種　TH-36/32FP30/FP25 TH-36/32D20など

### オールフォーカス・チューブ
「T（タウ）ファインピッチフラットハイビジョン管」の後継として、約10%マスクピッチを細分化するなどの高画質化を計った。
- 搭載機種　TH-36/32D30 TH-36/32D50　TH-36/32FP50

## 最終機種が発売された時期
- ソニー：2004年（KD-32SR300。2006年6月まで生産された）
- パナソニック：2005年
- 東芝：2005年
- 三洋電機：2002年
- ビクター：2003年
- 三菱電機：2003年
- シャープ：2002年

## 登場作品

### テレビドラマ・映画
- 『サマーウォーズ』

レスポンス（応答速度）が早いという理由で池沢佳主馬が使用した。

### 小説・ライトノベル
- 『這いよれ! ニャル子さん』

格闘ゲーム等において、応答性は大事ということで、八坂家の居間に置いてある。
テレビであるため当然ゲーム以外にも使われ、作中では特撮などを見るためにも使われている。